# Kuźnica Świętojańska
Kuźnica Świętojańska  – część miasta Siewierz, w Polsce, położona w województwie śląskim, w powiecie będzińskim.
Kuźnica Świętojańska jest małym skupieniem około 15 domów nad Czarną Przemszą, w bezpośrednim sąsiedztwie sztucznego stawu i siewierskiego cmentarza. Jej dwie ulice nazywają się odpowiednio Stawowa i Cmentarna. 10 metrów od domów przebiega ruchliwa droga krajowa nr 91, gdzie w tym miejscu krzyżuje się z drogą krajową nr 78 poprzez obszerny węzeł drogowy, w który częściowo wmontowany jest cmentarz. Między domami Kuźnicy Świętojańskiej a drogą ustawiono wysokie ekrany akustyczne.

## Historia
Kuźnica Świętojańska to dawna wieś. Do połowy XIX wieku wchodziła w skład gminy Olkusko-Siewierskiej. W 1864 roku w wyniku podziału terytorialnego gminy Olkusko-Siewierskiej utworzono gminę Sulików, do której Kuźnica Świętojańska należała do 1915 roku. W latach 1915–1927 należała do gminy Mierzęcice, a od 1 kwietnia 1928 do gminy Siewierz. W latach 1867–1926 wchodziła w skład powiatu będzińskiego, a od 1927 zawierciańskiego. W II RP przynależała do woj. kieleckiego. 4 listopada 1933 gminę Siewierz podzielono na sześć gromad. Wieś Kuźnica Świętojańska, wieś Sulików i folwark Sulików utworzyły gromadę o nazwie Kuźnica Świętojańska w gminie Siewierz.
Podczas II wojny światowej włączone do III Rzeszy. Po wojnie gmina Siewierz przez bardzo krótki czas zachowała przynależność administracyjną, lecz już 18 sierpnia 1945 roku została wraz z całym powiatem zawierciańskim przyłączona do woj. śląskiego.
W związku z reformą znoszącą gminy jesienią 1954 roku, Kuźnica Świętojańska weszła w skład nowej gromady Sulików.
31 grudnia 1961 Kuźnicę Świętojańska wyłączono z gromady Sulików, włączając ją do osiedla Siewierz, w związku z czym Kuźnica Świętojańska utraciła swoją samodzielność. 18 lipca 1962 Siewierz otrzymał status miasta, przez co Kuźnica Świętojańska stała się obszarem miejskim.